# Ernest Etchi
Ernest Etchi , właśc. Ernest Oben-Etchi (ur. 4 czerwca 1975 w Buéi) – kameruński piłkarz występujący na pozycji obrońcy.

## Kariera klubowa
Etchi karierę rozpoczynał w 1995 roku w zespole Cotonsport Garua. W 1997 roku, a także rok później zdobył z zespołem mistrzostwo Kamerunu. W 1998 roku wyjechał do Francji, by grać w tamtejszym RC Lens z Division 1. W lidze tej zadebiutował 9 września 1998 w przegranym 0:2 meczu z AS Monaco FC. W Lens spędził sezon 1998/1999, po czym został wypożyczony do drugoligowego LB Châteauroux, w którym spędził sezon 1999/2000.
W 2000 roku odszedł do belgijskiego Eendrachtu Aalst. W Eerste klasse pierwszy mecz rozegrał 13 sierpnia 2000 przeciwko Lierse SK (1:3), a 11 marca 2001 w wygranym 2:0 pojedynku z Germinalem Beerschot strzelił swojego jedynego gola w tych rozgrywkach. W 2001 roku przeszedł do ligowego rywala – RSC Charleroi, w barwach którego przez dwa lata rozegrał 35 spotkań.
W 2003 roku przeniósł się do izraelskiego Bene Sachnin. W Ligat ha’Al zadebiutował 13 września 2003 w zremisowanym 1:1 meczu z Hapoelem Tel Awiw. W sezonie 2003/2004 zdobył z zespołem Puchar Izraela. Zawodnikiem Bene Sachnin był przez dwa sezony.
Następnie grał w innych pierwszoligowych drużynach – FC Aszdod oraz Bene Jehuda, z którym w sezonie 2005/2006 osiągnął finał Pucharu Izraela. Grał też w drugoligowym Hapoelu Bene Lod, w którego barwach w 2008 roku zakończył karierę.

## Kariera reprezentacyjna
W reprezentacji Kamerunu Etchi zadebiutował w 1997 roku. W 1998 roku został powołany do kadry na Puchar Narodów Afryki. Zagrał na nim w meczach z Burkina Faso (1:0), Gwineą (2:2), Algierią (2:1) oraz Demokratyczną Republiką Konga (0:1). Kamerun zaś zakończył tamten turniej na ćwierćfinale.
W latach 1997–1999 w drużynie narodowej Etchi rozegrał łącznie 17 spotkań.